# Сопуев, Асанкул
Асанкул Сопуев (20 марта 1920, село Калмак-Ашуу Кеминского района Туркестанской Советской Республики в составе РСФСР, позднее Киргизская ССР) — советский партийный и государственный деятель. Депутат Верховного Совета Киргизской ССР трех созывов, Член ЦК Коммунистической партии Киргизской ССР.

## Биография
Родился в 1920 году в селе Калмак-Ашуу Кеминского района Киргизии. Окончил Рабфак в г. Токмак, Киргизский Государственный сельскохозяйственный институт им. К. И. Скрябина и Высшую дипломатическую школу НКИД, г. Москва (1946 г.).
Трудовую деятельность начал в 1942 году старшим агрономом Наркомзема Киргизской ССР, затем работал заведующим сектором ЦК КП Киргизской ССР. В 1946—1948 годы — первый секретарь по политическим вопросам, заведующий отделом по протокольно-консульским вопросам МИД Киргизской ССР, 1948—1953 годы — заместитель Министра сельского хозяйства Киргизской ССР, 1953—1962 годы — первый секретарь Панфиловского, Кызыл-Аскерского и Сокулукского РК КП Киргизской ССР. В 1962—1965 годы работал Заместителем Председателя Бюро ЦК КП Киргизской ССР по руководству сельским хозяйством , 1965—1967 годы — заместителем Министра сельского хозяйства Киргизской ССР, 1967—1978 годы — директором совхоза «Майский». С 1978 по 1986 годы был освобожденным председателем профсоюзного комитета Министерства сельского хозяйства Киргизской ССР.
Трижды избирался депутатом Верховного Совета Киргизской ССР и трижды членом ЦК КП Киргизской ССР.

## Награды
За значительный вклад в развитие экономики республики награждён орденом Ленина (1957) и дважды орденом Знак Почета (1951, 1973), медалью «За доблестный труд в Великой Отечественной войне 1941—1945 годов», Юбилейной медалью «Тридцать лет Победы в Великой Отечественной войне 1941—1945 гг.», Юбилейной медалью «Сорок лет Победы в Великой Отечественной войне 1941—1945 гг.», Юбилейной медалью «50 лет Победы в Великой Отечественной войне 1941—1945 гг.», Знаком «Победитель социалистического соревнования», медалью «За трудовое отличие», Почётными Грамотами и Грамотами Верховного Совета Киргизской ССР, Большой Золотой и Большой Серебряной медалью ВДНХ СССР.
Скончался 21 января 1999 года. Похоронен в г. Бишкек 24 января 1999 г.
Сопуев Асанкул. Портрет на фоне эпохи

## Семья
Жена Мамутова Жумаш Мамутовна (1923—2013 гг), родилась 26 октября 1923 года в селе Уч-Кайнар Ак-Суйского района Киргизской ССР в крестьянской семье. В 1944 году окончила лечебный факультет Киргизского Государственного медицинского института, кандидат медицинских наук. Мамутова Ж. М. всю свою трудовую деятельность посвятила благородному делу охраны женского здоровья. Мамутова Ж. М. — делегат двух Всесоюзных Съездов акушеров-гинекологов. За трудовые заслуги Ж. М. Мамутова была награждена орденом «Знак Почета» СССР, медалью «За трудовую доблесть», четырьмя медалями за самоотверженный труд в тылу во время Великой Отечественной войны, Почетным знаком «Отличник здравоохранения Кыргызской Республики», неоднократно награждалась Почетными Грамотами Верховного Совета Киргизской ССР, Министерства здравоохранения и КГМИ. Избиралась депутатом Фрунзенского городского и Свердловского районного Советов депутатов.
3 дочери:
- Атыркуль (род. 1944 г., кандидат химических наук, живёт в г. Бишкек)
- Жыпаркуль (род. 1949 г., живёт в г. Бишкек)
- Чынаркуль (род. 1951 г., живёт в г. Бишкек)

Сын Сопуев Андрей Асанкулович (род. 1961 г., живёт в г. Бишкек), доктор медицинских наук, профессор, заведующий кафедрой госпитальной хирургии с курсом оперативной хирургии Кыргызской Государственной медицинской академии им. И. К. Ахунбаева, академик Российской Академии Естествознания, академик Европейской Академии естествознания (Лондон, Великобритания) (European Academy of Natural History), член Всемирной ассоциации неотложных хирургов (Болонья, Италия) (The World Society of Emergency Surgery). Заслуженный деятель науки и образования РАЕ, награждён Почётными знаками «Отличник здравоохранения Кыргызской Республики» и «Отличник образования Кыргызской Республики», Почетными грамотами Министерства здравоохранения КР, Министерства образования и науки КР, Бишкекского городского Совета депутатов, ЦК профсоюза медицинских работников КР и Государственного агентства по науке и интеллектуальной собственности КР. В 2011 году награждён серебряной медалью имени В. И. Вернадского и в 2012 году медалью — А. Нобеля (сертификат № 00430) Российской Академии Естествознания за успехи в развитии отечественной науки и медалью Леонардо Да Винчи 2020 г.